# Amplificador búfer
Un amplificador búfer (del inglés buffer amplifier), a veces llamado simplemente búfer, es un dispositivo electrónico que sirve para hacer adaptación de impedancias entre circuitos. Existen dos tipos básicos de búferes: de corriente y de voltaje.

Arriba: búfer ideal de tensión.
Abajo: búfer ideal de corriente.

## Búfer de corriente
Se utiliza para transferir una corriente desde un primer circuito, que tiene un nivel de salida de baja impedancia, a un segundo circuito con una entrada de alta impedancia. El búfer impide que el segundo circuito cargue demasiado al primero, provocando un funcionamiento incorrecto. En un búfer ideal la impedancia de entrada es cero y la impedancia de salida es infinita. En un búfer de corriente, la ganancia suele ser 1 y la corriente no varía.

## Búfer de voltaje
Se utiliza para transferir una tensión de un primer circuito, que tiene un nivel de salida de alta impedancia, a un segundo circuito con un nivel de entrada de baja impedancia. El búfer impide que el segundo circuito cargue demasiado al primero, provocando un funcionamiento incorrecto. En un búfer ideal, la resistencia de entrada es infinita y la resistencia de salida es 0. En un búfer de voltaje, la ganancia suele ser 1, el voltaje no varía.

## Implementaciones

### Búferes de voltaje

#### Operacional

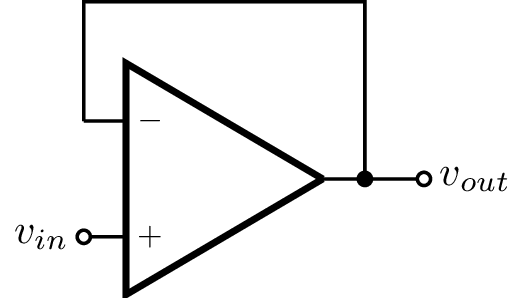
Seguidor de tensión.

Un búfer de ganancia unidad se puede construir con un amplificador operacional seguidor de tensión. La señal se introduce por la entrada no inversora del amplificador operacional (Vin). A causa de la realimentación de la entrada inversora con la señal de salida, se obtiene la señal de entrada con ganancia de 1.

#### Transistores
También se pueden crear este tipo de dispositivos con transistores bipolares y NMOS. Como se puede observar, la implementación suele ser muy sencilla.
| Tipo de amplificador | MOSFET (NMOS) | BJT (npn) | Notas |
| -------------------- | ------------- | --------- | --- |
| gate/base común      |               |           | Usados comúnmente como búfer de corriente                                                                 |
| drain/colector común |               |           | La ganancia se acerca a la unidad, usados como búfer de voltaje, muy dependiente del beta del transistor. |

### Búferes de Voltaje

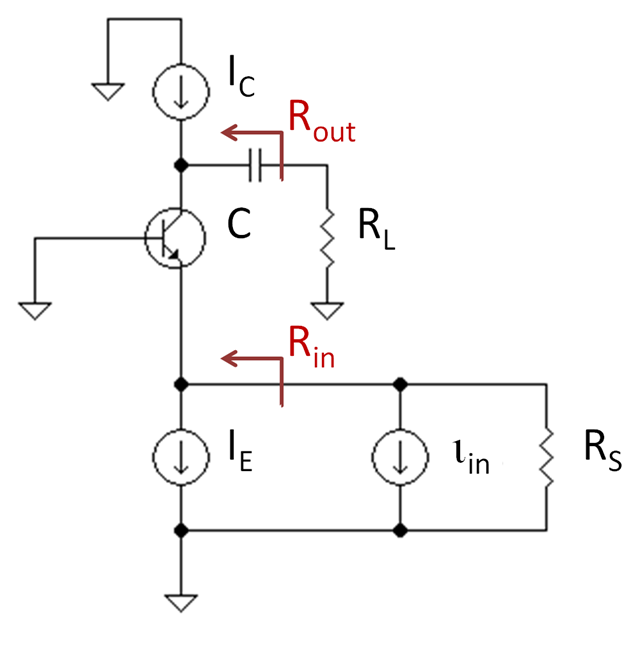
Buffer con fuente de corriente (Ie), carga (Ic) y fuente de corriente Norton con resistencia Rs.

Estos búferes se realizan con la configuración de colector común de un transistor bipolar. Estos circuitos requieren de una fuente de corriente.